# Rubia latipetala
Rubia latipetala är en måreväxtart som beskrevs av Hsien Shui Lo. Rubia latipetala ingår i släktet krappar, och familjen måreväxter. Inga underarter finns listade i Catalogue of Life.